# Bamlanivimab
Bamlanivimab es un medicamento utilizado para tratar la COVID-19 ; sin embargo, las variantes de la COVID-19 han desarrollado resistencia.  Aunque ya no se utiliza solo, continúa utilizándose como parte de la combinación bamlanivimab/etesevimab. Este medicamento se administra mediante inyección en una vena.
Los efectos secundarios de este medicamento incluyen náuseas, mareos y dolor de cabeza; otros efectos secundarios pueden incluir anafilaxia. Aunque no está clara su seguridad durante el embarazo, este medicamento puede utilizarse durante el mismo. Es un anticuerpo monoclonal dirigido contra la proteína de pico del SARS-CoV-2.
Este medicamento recibió la autorización de uso de emergencia  en los Estados Unidos en noviembre de 2020.   En abril de 2021, se revocó la EUA únicamente para su uso.  La combinación sigue utilizándose a partir de diciembre de 2021 en ciertas zonas con baja resistencia. No está aprobado ni en Europa ni en el Reino Unido. El gobierno de Estados Unidos pagó alrededor de 1.250 dólares estadounidenses por dosis en 2020.